# ألبان بوشي
ألبان بوشي (مواليد 20 أغسطس 1973) هو مدرب كرة قدم ألباني محترف ولاعب سابق وهو مدرب منتخبي ألبانيا تحت 21 سنة وتحت 20 سنة. يُلقب بـ«لوكو».
المهاجم، لعب بوشي لـ 12 ناديًا في ستة بلدان خلال مسيرته التي استمرت 19 عامًا. بدأ مسيرته مع نادي العاصمة تيرانا حيث كان لديه نسبة أهداف مثيرة للإعجاب في المباراة الواحدة؛ كما أمضى ثلاث فترات قصيرة على سبيل الإعارة مع نادي سيجيدي في المجر، ونادي ريمشايد [الإنجليزية] في ألمانيا، ونادي فلامورتاري فلوري في ألبانيا. ثم ذهب إلى اليونان ليلعب لفترة قصيرة في نادي أبولون سميرني. بعد ذلك استمتع بفترة جيدة في نادي ليتكس لوفيتش قبل أن يقضي السنوات الأربع التالية في تركيا ممثلاً لأندية أضنة سبور، وإسطنبول سبور، وطرابزون سبور.
عاد بوشي إلى ألبانيا في منتصف عام 2004 ليلعب لمدة موسم واحد مع نادي بارتيزاني تيرانا قبل أن يعود إلى اليونان، حيث أمضى السنوات الخمس التالية في نادي ليفادياكوس. وفي نهاية مسيرته، عاد بوشي إلى ألبانيا مرة أخرى لتمثيل تيرانا، مشيرا إلى أنه كان «دينا أخلاقيا» أن ينهي مسيرته حيث بدأت. اعتزل لعب كرة القدم في نوفمبر 2010.
كما حظي بوشي بمسيرة دولية ناجحة، حيث كان جزءًا من المنتخب الوطني الألباني لمدة 12 عامًا. مع 14 هدفًا، كان هداف ألبانيا التاريخي من عام 2004 حتى تجاوزه إرجون بوجداني في عام 2011. اعتزل اللعب الدولي في عام 2007.

## المسيرة الكروية
استمتع بوشي بمسيرة طويلة في اللعب حيث لعب لـ 12 ناديًا في ستة بلدان. بدأ مسيرته المهنية في ألبانيا مع نادي تيرانا. بدأ مشواره الاحترافي مع نادي تيرانا في موسم 1992–1993، وبعد أن أمضى موسمين مع النادي، انتقل إلى المجر مع نادي شيجيدي [الإنجليزية]. وبعد فترة وجيزة تم نقله إلى ألمانيا إلى نادي ريمشايد [الإنجليزية]. بعد عامين قضاها في الخارج، عاد إلى ألبانيا، حيث لعب لمدة عامين بين تيرانا ونادي فلامورتاري فلوري. انتقل بعد ذلك إلى اليونان ليوقع مع نادي أبولون سميرني وبعد نصف موسم فقط، توجه إلى بلغاريا للانضمام إلى نادي ليتكس لوفيتش، حيث أصبح أول أجنبي يتولى قيادة الفريق. أمضى موسمين في المجموعة الأولى البلغارية لكرة القدم، وفاز بهما معًا.
بعد فترة لعبه في بلغاريا انتقل إلى تركيا ليلعب في البداية مع نادي أضنة سبور في موسم 1999–2000. ليج. ثم وقع للزميل 1. نادي الدرجة الأولى التركي إسطنبول سبور. في موسمه الأول 2000–01 سجل 12 هدفًا في 29 مباراة حيث احتل إسطنبول سبور المركز الثاني عشر. في الموسم التالي 2001–2002 لعب 16 مباراة وسجل أربعة أهداف في الشوط الأول قبل أن ينتقل على سبيل الإعارة إلى فريق آخر في الدوري السوبر التركي وهو طرابزون سبور والذي لعب معه خمس مباريات فقط لكنه لم يتمكن من التسجيل. كان جزءًا من فريق طرابزون سبور لنصف موسم آخر في 2002–03 حيث لعب سبع مباريات وفشل مرة أخرى في التسجيل، قبل أن يعود إلى إسطنبول سبور في النصف الثاني حيث لعب 14 مباراة وسجل 4 أهداف ليساهم في حصول الفريق على المركز التاسع. في موسم 2003–04 لعب بوشي 21 مباراة وسجل 5 أهداف ليساعد إسطنبول سبور على تجنب الهبوط بفارق نقطة واحدة عن بورصا سبور صاحب المركز السادس عشر. كان جزءًا من الفريق في النصف الأول من الدوري التركي الممتاز 2004–05 ولعب 16 مباراة وسجل هدفًا واحدًا قبل أن يعود إلى ألبانيا بعد سنوات عديدة من اللعب في الخارج ويوقع مع بارتيزاني تيرانا للنصف الثاني من دوري السوبر الألباني 2004–05 ؛ لعب 14 مباراة وسجل 5 أهداف. ثم ذهب مرة أخرى إلى اليونان للانضمام إلى ليفادياكوس. في موسمه الأول 2005–06 مع نادي ألفا إثنيكي، شارك في 22 مباراة كلاعب أساسي في أغلبها، وسجل 8 أهداف، لكن ليفادياكوس هبط إلى نادي بيتا إثنيكي. بعد ذلك انتقل على سبيل الإعارة إلى أبولون كالامارياس [الإنجليزية] ولعب موسمين في الدوري اليوناني الممتاز، 2006–07 و2007–08. ثم عاد إلى ليفادياكوس.
عاد بوشي بعد 13 عامًا إلى تيرانا، النادي الذي بدأت فيه مسيرته، ووقع عقدًا في 31 أغسطس 2010. تم تقديمه إلى وسائل الإعلام إلى جانب زميله المخضرم ديفي موكا. على الرغم من العروض التي تلقاها من فرق أجنبية، إلا أنه شعر بأنه مدين أخلاقياً لتيرانا بإنهاء مسيرته من حيث بدأها، وهو القرار الذي أكسب بوشي جائزة البجعة الذهبية من الاتحاد الألباني لكرة القدم تقديراً لخدمته لكرة القدم الألبانية.
جاءت أول مباراة له في ألبانيا بعد أكثر من 13 عامًا في 3 أكتوبر 2010 في مباراة خارج أرضه ضد سكندربيو كورتشي، حيث دخل كبديل لبيرو بيجيك في الدقيقة 65 في مباراة انتهت بخسارة 2–1 لفريق بوشي. لعب أول مباراة له كلاعب أساسي في 31 أكتوبر ضد توتا دوريس، مساهمًا في فوز فريقه على أرضه بنتيجة 2–0. واختتم فترته الأخيرة مع تيرانا بخوض خمس مباريات في الدوري، ثلاث منها كلاعب أساسي، وفشل في التسجيل.
في 23 نوفمبر، أعلن رسميًا اعتزاله كرة القدم في سن 37 عامًا.

## المسيرة الدولية

### الشباب
كان بوشي جزءًا من المنتخب الوطني الألباني تحت 21 عامًا خلال تصفيات بطولة أوروبا تحت 21 عامًا لعام 1994 ‏ حيث لعب مباراتين ضد ألمانيا تحت 21 عامًا في 17 نوفمبر و22 ديسمبر 1992.

### الكبار
كان بوشي الهداف التاريخي لمنتخب ألبانيا برصيد 14 هدفًا حتى أصبح إيرجون بوجداني صاحب الرقم القياسي الجديد برصيد 15 هدفًا بهدفه في مرمى فرنسا في عام 2011. شارك في 67 مباراة مع ألبانيا، وهو عاشر أعلى رقم في تاريخ الفريق.
سجل بوشي هدفًا في أول مباراة دولية له مع ألبانيا في 16 أغسطس 1995 ضد مالطا في ملعب تاكالي الوطني، مسجلاً هدف التعادل المؤقت في الدقيقة 72 في خسارة 2–1 في النهاية. شارك لأول مرة في مباراة تنافسية في 15 نوفمبر في مباراة ضد ويلز في تصفيات بطولة أمم أوروبا 1996، حيث دخل كبديل في الشوط الثاني في مباراة انتهت بالتعادل 1–1 على أرضه.

## المسيرة التدريبية
في 17 يناير 2012، تم تعيين بوشي مديرًا للمنتخب الوطني الألباني، وهو الدور الذي تقدم به الاتحاد الألباني لكرة القدم لأول مرة بعد اقتراح المدرب الجديد الذي وصل إلى ألبانيا جياني دي بياسي.
تم تعيين بوشي مدربًا لمنتخب ألبانيا تحت 16 عامًا لمشاركتهم في بطولة التطوير التابعة للاتحاد الأوروبي لكرة القدم 2015 في مايو 2015. فاز بالبطولة بعد فوزه بجميع المباريات الثلاث.
بعد تعيين باولو تراميزاني مديرًا للمنتخب الوطني، في 9 ديسمبر 2016 تم تعيين بوشي مديرًا لمنتخب ألبانيا تحت 21 سنة. فاز في أول مباراة له مع ألبانيا تحت 21 عامًا في 27 مارس 2017 ضد مولدوفا 2–0. بالتعاون مع الاتحاد الألباني لكرة القدم، تم إعادة إحياء فريق تحت 20 عامًا بتعيين مباراة ودية ضد جورجيا في 14 نوفمبر 2017 في ملعب ديفيد بيترياشفيلي، تبليسي، مع بوشي كمدرب في نفس الوقت مع المنتخب الوطني تحت 21 عامًا.

## الإحصائيات

### النادي
| النادي                                 | الموسم   | الدوري                               | الدوري | الدوري  | الكأس  | الكأس   | أوروبا | أوروبا  | المجموع | المجموع |
| النادي                                 | الموسم   | الدرجة                               | الظهور | الأهداف | الظهور | الأهداف | الظهور | الأهداف | الظهور  | الأهداف |
| -------------------------------------- | -------- | ------------------------------------ | ------ | ------- | ------ | ------- | ------ | ------- | ------- | ------- |
| تيرانا                                 | 1992–93  | دوري السوبر الألباني                 | 12     | 8       | 0      | 0       | —      | —       | 12      | 8       |
| تيرانا                                 | 1993–94  | دوري السوبر الألباني                 | 8      | 6       | 0      | 0       | —      | —       | 8       | 6       |
| تيرانا                                 | 1995–96  | دوري السوبر الألباني                 | 2      | 3       | 0      | 0       | —      | —       | 2       | 3       |
| تيرانا                                 | 1996–97  | دوري السوبر الألباني                 | 5      | 7       | 0      | 0       | —      | —       | 5       | 7       |
| تيرانا                                 | المجموع  | المجموع                              | 27     | 24      | 0      | 0       | —      | —       | 27      | 24      |
| شيجيدي [الإنجليزية] (إعارة)            | 1993–94  | البطولة الوطنية الثانية [الإنجليزية] | 20     | 7       | 0      | 0       | —      | —       | 20      | 7       |
| ريمشايد [الإنجليزية] (إعارة)           | 1994–95  | دوري أوبرليغا نوردراين [الإنجليزية]  |        |         | 0      | 0       | —      | —       |         |         |
| فلامورتاري فلوره (إعارة)               | 1995–96  | دوري السوبر الألباني                 | 10     | 5       | 0      | 0       | —      | —       | 10      | 5       |
| فلامورتاري فلوره (إعارة)               | 1996–97  | دوري السوبر الألباني                 | 6      | 2       | 0      | 0       | —      | —       | 6       | 2       |
| فلامورتاري فلوره (إعارة)               | المجموع  | المجموع                              | 16     | 7       | 0      | 0       | —      | —       | 16      | 7       |
| أبولون سميرني                          | 1997–98  | الدوري اليوناني                      | 13     | 3       | 0      | 0       | —      | —       | 13      | 3       |
| ليتكس لوفتش                            | 1997–98  | الدوري البلغاري الممتاز              | 15     | 4       | 0      | 0       | —      | —       | 15      | 4       |
| ليتكس لوفتش                            | 1998–99  | الدوري البلغاري الممتاز              | 22     | 10      | 0      | 0       | 2      | 0       | 24      | 10      |
| ليتكس لوفتش                            | المجموع  | المجموع                              | 37     | 14      | 0      | 0       | 2      | 0       | 39      | 14      |
| أضنة سبور                              | 1999–00  | الدوري التركي الممتاز                | 29     | 10      | 0      | 0       | —      | —       | 29      | 10      |
| إسطنبول سبور                           | 2000–01  | الدوري التركي الممتاز                | 29     | 12      | 0      | 0       | —      | —       | 29      | 12      |
| إسطنبول سبور                           | 2001–02  | الدوري التركي الممتاز                | 16     | 4       | 0      | 0       | —      | —       | 24      | 10      |
| إسطنبول سبور                           | 2002–03  | الدوري التركي الممتاز                | 14     | 4       | 0      | 0       | —      | —       | 14      | 4       |
| إسطنبول سبور                           | 2003–04  | الدوري التركي الممتاز                | 21     | 5       | 0      | 0       | —      | —       | 21      | 5       |
| إسطنبول سبور                           | 2004–05  | الدوري التركي الممتاز                | 16     | 1       | 0      | 0       | —      | —       | 16      | 1       |
| إسطنبول سبور                           | المجموع  | المجموع                              | 96     | 26      | 0      | 0       | —      | —       | 96      | 26      |
| طرابزون سبور (إعارة)                   | 2001–02  | الدوري التركي الممتاز                | 5      | 0       | 0      | 0       | —      | —       | 5       | 0       |
| طرابزون سبور (إعارة)                   | 2002–03  | الدوري التركي الممتاز                | 7      | 0       | 0      | 0       | —      | —       | 7       | 0       |
| طرابزون سبور (إعارة)                   | المجموع  | المجموع                              | 12     | 0       | 0      | 0       | —      | —       | 12      | 0       |
| بارتيزاني تيرانا                       | 2004–05  | دوري السوبر الألباني                 | 14     | 5       | 0      | 0       | —      | —       | 14      | 5       |
| ليفادياكوس                             | 2005–06  | الدوري اليوناني                      | 22     | 8       | 0      | 0       | —      | —       | 22      | 8       |
| ليفادياكوس                             | 2008–09  | الدوري اليوناني                      | 19     | 1       | 1      | 0       | —      | —       | 20      | 1       |
| ليفادياكوس                             | 2009–10  | الدوري اليوناني                      | 8      | 0       | 0      | 0       | —      | —       | 8       | 0       |
| ليفادياكوس                             | المجموع  | المجموع                              | 49     | 9       | 1      | 0       | —      | —       | 50      | 9       |
| أبولون كالامارياس [الإنجليزية] (إعارة) | 2006–07  | الدوري اليوناني                      | 24     | 9       | 1      | 1       | —      | —       | 25      | 10      |
| أبولون كالامارياس [الإنجليزية] (إعارة) | 2007–08  | الدوري اليوناني                      | 17     | 4       | 1      | 0       | —      | —       | 18      | 4       |
| أبولون كالامارياس [الإنجليزية] (إعارة) | المجموع  | المجموع                              | 41     | 13      | 2      | 1       | —      | —       | 43      | 14      |
| تيرانا                                 | 2010–11  | دوري السوبر الألباني                 | 5      | 0       | 0      | 0       | —      | —       | 5       | 0       |
| الإجمالي                               | الإجمالي | الإجمالي                             | 359    | 118     | 3      | 1       | 2      | 0       | 364     | 119     |

1. ↑  المباريات في الدوري الأوروبي

### المنتخب
| المنتخب الوطني | العام   | الظهور | الأهداف |
| -------------- | ------- | ------ | ------- |
| ألبانيا        | 1995    | 2      | 1       |
| ألبانيا        | 1996    | 1      | 0       |
| ألبانيا        | 1997    | 6      | 0       |
| ألبانيا        | 1998    | 8      | 3       |
| ألبانيا        | 1999    | 7      | 2       |
| ألبانيا        | 2000    | 5      | 1       |
| ألبانيا        | 2001    | 7      | 1       |
| ألبانيا        | 2002    | 2      | 0       |
| ألبانيا        | 2003    | 9      | 3       |
| ألبانيا        | 2004    | 7      | 2       |
| ألبانيا        | 2005    | 4      | 1       |
| ألبانيا        | 2006    | 1      | 0       |
| ألبانيا        | 2007    | 8      | 0       |
| المجموع        | المجموع | 67     | 14      |

## كمدرب
آخر تحديث 14 نوفمبر 2017.
| الفريق         | من             | إلى         | السجل | السجل | السجل | السجل | السجل |
| الفريق         | من             | إلى         | ل     | ف     | ت     | خ     | فوز % |
| -------------- | -------------- | ----------- | ----- | ----- | ----- | ----- | ----- |
| ألبانيا تحت 16 | 27 أبريل 2015  | 5 مايو 2015 | 3     | 3     | 0     | 0     | 100٫0 |
| ألبانيا تحت 21 | 9 ديسمبر 2016  | الآن        | 8     | 2     | 4     | 2     | 025٫0 |
| ألبانيا تحت 20 | 24 أكتوبر 2017 | الآن        | 1     | 0     | 0     | 1     | 000٫0 |
| المجموع        | المجموع        | المجموع     | 12    | 5     | 4     | 3     | 041٫7 |

## الإنجازات

### كلاعب
تيرانا
- الدوري الألباني الممتاز : 1996–97

ليتكس لوفنتش
- المجموعة البلغارية أ لكرة القدم : 1997–98، 1998–99

### كمدرب
ألبانيا تحت 16
- بطولة التطوير التابعة للاتحاد الأوروبي لكرة القدم: 2015

## وصلات خارجية
لا توجد روابط لمواقع التواصل الاجتماعي.

- Alban Bushi على موقع الاتحاد الدولي (مؤرشف)  (الإنجليزية)
- Alban Bushi على موقع الاتحاد الأوربي (الإنجليزية)
- Alban Bushi على موقع اتحاد تركيا (لاعب) (الإنجليزية)
- Alban Bushi على موقع قاعدة بيانات كرة القدم.إي يو (الإنجليزية)
- Alban Bushi على موقع ناشيونال فوتبول تيمز (الإنجليزية)
- Alban Bushi على موقع Soccerway.com (الإنجليزية)
- Alban Bushi على موقع عالم كرة القدم.نت (الإنجليزية)
- ألبان بوشي على فرق كرة القدم الوطنية.كوم
- ألبان بوشي  على سكروي